# Deputazioni di storia patria
Le Deputazioni di storia patria sono vari istituti a carattere locale e sostenuti dallo Stato, sorti nelle province italiane nel XIX secolo, in massima parte dopo l'annessione del relativo territorio al Regno d'Italia. Il loro compito principale è quello di promuovere studi storici relativi ai territori degli Stati italiani preunitari e di pubblicare opere storiche e periodici.

## Storia
La prima "Regia Deputazione sopra gli studi di Storia Patria" fu fondata nel 1833 a Torino dal re Carlo Alberto. Dal 1836 al 1860 pubblicò dieci volumi degli Historiae Patriae Monumenta dedicati allo studio della storia del Regno di Sardegna.
Con l'unità d'Italia, Vittorio Emanuele II estese l'istituzione alla Lombardia ("Deputazione di storia patria per le antiche provincie e la Lombardia"'). Contemporaneamente, Luigi Carlo Farini, dittatore di Romagna ed Emilia, ne costituì altre tre ("Deputazione di storia patria per le province di Romagna", "Deputazione di storia patria per le antiche provincie modenesi" e "Deputazione di storia patria per le province parmensi"). Nel 1862 vennero istituite quelle per la Toscana e via via le altre per lo più come trasformazione di preesistenti "Società storiche".
Nel 1883 venne creato l'"Istituto storico italiano", con il compito di coordinare le attività delle diverse deputazioni esistenti, sostituito nel 1934 dalla "Giunta centrale per gli studi storici", della quale le deputazioni divennero organi periferici. Dopo la seconda guerra mondiale fu restituita autonomia alle diverse deputazioni regionali.

## Le deputazioni e le società

### Deputazioni
- Deputazione di storia patria negli Abruzzi, fondata nel 1888 come "Società di storia patria A. L. Antinori negli Abruzzi" e divenuta "Regia deputazione di storia patria" nel 1910. Pubblica dal 1889 il Bullettino della deputazione abruzzese di storia patria (precedentemente Bollettino della società di storia patria "Anton Ludovico Antinori" negli Abruzzi (fino al 1909) e Bullettino della regia deputazione abruzzese di storia patria (fino al 1945).
- Deputazione di storia patria per il Friuli, istituita nel 1918, con sede a Udine.
- Deputazione di storia patria per la Calabria.
- Deputazione di storia patria per la Lucania[5]: sorta nel 1957[6] e in precedenza parte della deputazione calabrese. Con sede in Potenza ed una sezione in Matera, dal 1985 pubblica la rivista Bollettino storico della Basilicata e diverse collane relative a fonti e studi per la storia regionale.
- Deputazione di storia patria per la Sardegna.
- Deputazione di storia patria per la Toscana, istituita nel 1862[7] e fino al 1896 "Deputazione di storia patria per le province toscane e l'Umbria". Pubblica dal 1842 la rivista "Archivio storico italiano".
- Deputazione di storia patria per la Venezia Giulia.
- Deputazione di storia patria per le antiche provincie modenesi.
- Deputazione di storia patria per le Marche [8].
- Deputazione di storia patria per le province di Romagna.
- Deputazione di Storia Patria per le Province Parmensi.
- Deputazione di Storia Patria per le Venezie, sorta nel 1873, con sede a Venezia (dal 1981 nel palazzetto di San Giacomo dell'Orio); l'assemblea annuale si tiene in autunno e ogni anno in una diversa località del Veneto. Organo ufficiale è la rivista semestrale Archivio veneto, pubblicata dal 1871.
- Deputazione di Storia Patria per l'Umbria: creata nel 1894 come "Società umbra di storia patria" e trasformata in deputazione nel 1896.[9] Dal 1895 pubblica la rivista Bollettino della deputazione di storia patria per l'Umbria.
- Deputazione Subalpina di storia patria, fondata nel 1833 nel Regno di Sardegna. Pubblica dal 1896 il Bollettino storico-bibliografico subalpino.

### Società
- Società dalmata di storia patria
- Società istriana di archeologia e storia patria
- Società ligure di storia patria
- Società napoletana di storia patria
- Società storia patria di Terra di Lavoro
- Società Pavese di Storia Patria
- Società reggiana di studi storici
- Società romana di storia patria
- Società salernitana di storia patria
- Società savonese di storia patria
- Società siciliana di storia patria
- Società storica lombarda
- Società di storia patria per la Puglia
- Società storica di Terra d'Otranto
- Società storica della Valdelsa
- Società storica novarese
- Società storica pisana
- Società toscana per la storia del Risorgimento italiano
- Società pistoiese di storia patria
- Società storica valtellinese

#### Società siciliane locali di Storia Patria
- Consulta regionale delle Società di Storia Patria siciliane, Caltanissetta
- Società Agrigentina di Storia Patria, Agrigento
- Società Calatina di Storia Patria e Cultura, Caltagirone
- Società Nissena di Storia Patria, Caltanissetta
- Società Sicilia, Caltanissetta
- Società di Storia Patria per la Sicilia Orientale, Catania
- Società ennese di Storia Patria, Enna
- Società Ipparina di Storia Patria, Comiso
- Società Giarrese di Storia Patria e Cultura, Giarre
- Società Ispicese di Storia Patria, Ispica
- Associazione Marsalese di Storia Patria, Marsala
- Società Messinese di Storia Patria, Messina
- Società Milazzese di Storia Patria, Milazzo
- Società pattese di Storia Patria, Patti
- Associazione castanese per la Storia Patria, Castell'Umberto
- Centro studi storici di Monforte San Giorgio e del Valdemone
- Società Siciliana di Storia Patria, Palermo
- Società Pattese di Storia Patria, Patti
- Società di Storia Patria della Sicilia centro-meridionale, Piazza Armerina
- Società Ragusana di Storia Patria, Ragusa
- Società di storia patria degli Iblei, Modica
- Società Ramacchese di Storia Patria e Cultura, Ramacca
- Società Santacrocese di Storia Patria, Santa Croce Camerina
- Società Siracusana di Storia Patria, Siracusa
- Società augustana di Storia Patria, Augusta
- Società Trapanese di Storia Patria, Trapani
- Società Augustana di Storia Patria, Augusta